# M42 Duster
Der M42 Duster ist ein Flakpanzer aus US-amerikanischer Produktion. Er wurde 1952 auf der Grundlage des leichten Panzers M41 entwickelt, um das veraltete M16-System abzulösen. Der M42 wurde von 1952 bis 1959 von General Motors produziert und diente in den US-amerikanischen Streitkräften während der Zeit des Kalten Krieges bis ins Jahr 1963 und danach in der National Guard. Die letzten in den Vereinigten Staaten betriebenen Fahrzeuge wurden 1988 ausgemustert.
Neben den Streitkräften anderer Staaten nutzte auch die Bundeswehr den M42 unter der Bezeichnung Flak 40mm L60 ZwSF, wo er ab 1956 zur „Erstausstattung“ gehörte. Von 1956 bis 1979 standen hier 496 Fahrzeuge bei den Flugabwehrtruppen der Divisionen und Brigaden im Dienst. Der T249 Vigilante war ein Protyp für mögliche Nachfolgesysteme. Ab Dezember 1976 wurde der M42 Duster bei der Bundeswehr durch den Flugabwehrkanonenpanzer Gepard ersetzt.
Weitere Nutzerstaaten des M42 waren Österreich, Griechenland, Japan, Taiwan, Pakistan, Jordanien, Libanon, Türkei, Thailand, Tunesien und Venezuela.

## Bewaffnung, Ausstattung
- Motor: luftgekühlter 6-Zylinder-Ottomotor Continental AOS 895-3
- Hubraum: 14,6 l, 323 kW (440 PS); beim M42 A1 wurde ein verbesserter Motor mit Einspritzanlage verwendet
- Zusatzmotor mit Hilfsgenerator im Motorraum
- eine 40-mm-Zwillingsmaschinenkanone Bofors L/60 M2A1 in Lafette M4E1
- Feuerleitung erfolgt ausschließlich optisch mit Rechenvisier T154
- Schussentfernung: bis zu 2000 m, Störfeuer mit Sprengbrandpatronen bis 4800 m
- Kadenz: 2 × 120 Schuss/Minute
- Höhenrichtbereich: von −5 bis 85°
- ein 7,62-mm-Bord-MG
- Munition:
  - 480 Schuss 40 mm (HE-T: 880 m/s, AP-T: 872 m/s)
  - 1750 Schuss 7,62 mm